# Plaça de la Vila de Gràcia
La plaça de la Vila de Gràcia és un dels llocs més concorreguts del barri del mateix nom de Barcelona i el centre administratiu del districte de Gràcia, i està inclosa a l'Inventari del Patrimoni Arquitectònic de Catalunya. Va recuperar el seu nom popular el 2009 després d'una consulta ciutadana, encara que també se la coneix popularment com plaça del Campanar o del Rellotge.

## Descripció
És un espai rectangular de 2.965 m², delimitat a l'oest pels carrers de Sant Domènec i Matilde; al nord per Penedès i Mariana Pineda; a l'est per Diluvi i Francisco Giner i al sud per Goya i Mozart, tot i que la circulació de vehicles es limita només als carrils orientats de mar a muntanya.
Al centre de la plaça s'eleva la torre projectada per Antoni Rovira i Trias durant la dècada de 1860, amb un campanar i un rellotge, anomenada Campanar de Gràcia. Es tracta d'una torre octogonal amb un rellotge d'esferes de quatre cantons i una font doble a la banda sud-est del peu. Al capdamunt hi ha la Campana de Gràcia, batejada com «la Marieta».
Al vessant sud-est hi ha un edifici d'estil eclèctic, de mitjans del segle xix que funciona com a seu de l'Ajuntament de Gràcia i del Districte. La façana actual és fruit de la intervenció duta a terme per Francesc Berenguer i Mestres on destaquen l'escut de Gràcia en ferro forjat, els dos fanals sobre el balcó principal i els elements de l'art de les reixes de finestres i balconades. La resta de cases de l'entorn són d'habitatges construïts entre el 1870 i principis del segle xx.

## Història
El procés d'urbanització es va fer a sol·licitud del pare rector de la congregació religiosa dels Dominics de Gràcia el 1808, ja que la zona era propietat de l'ordre des de principis del segle xix. Tanmateix, el projecte es va aturar de cop per la Guerra del Francès. En aquell moment, les autoritats napoleòniques van ordenar que s'enderroquessin totes les edificacions per sota de la Travessera com a mesura de control de la població i amb el pretext d'establir un radi de seguretat de les tropes que estaven estacionades al Pla de Barcelona. A raó de la desamortització del Trienni liberal, els terrenys van passar a mans de l'Estat el 1820 i posteriorment, van ser adquirits en subhasta pública per Paula Pava i Galvany el 1823 pel valor de 59.907 rals. Aquesta operació va ser anul·lada el 1823, amb la restauració de Ferran VII, moment en què els Dominics van recuperar la titularitat dels terrenys i van tornar a tramitar-ne de nou el projecte d'urbanització. Malgrat tot, la cristal·lització del projecte va ser frustrada de nou a raó de la desamortització de Mendizábal, per la qual la finca era restituïda a la vídua de Pava després del pagament de 419.907 rals. Finalment, la urbanització es dugué a terme el 1836 amb una superfície de 2.972 m².

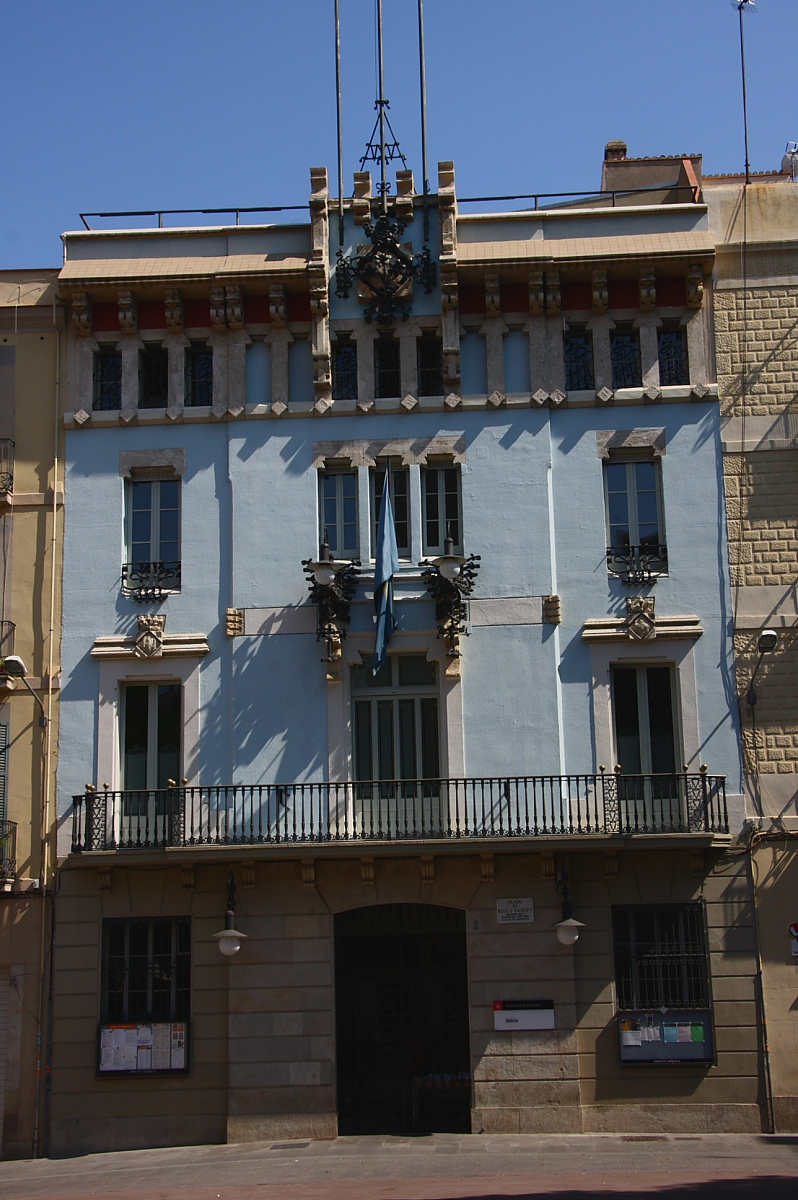
Façana de la Casa de la Vila el 2008

Un dels primers establiments que s'intentaren instituir al voltant de la plaça va ser el Teatro del Apolo el 1846, gràcies a l'impuls, entre d'altres, de Joan Antoni de la Barre i de Pechman, baró de la Barre. Nogensmenys, aquest projecte no acabà materialitzant-se encara que fou la llavor del Teatre de Gràcia (posteriorment anomenat, Teatre Principal de Gràcia) en actiu des de 1851 i situat molt a prop de la Plaça.
Almenys des de 1850, la plaça es va començar a anomenar Plaça de l'Orient perquè estava a l'extrem est de Gràcia. En aquell moment, el centre neuràlgic de la població es trobava a la plaça del Rei (actualment, Plaça de la Llibertat) i només podia expandir-se per la banda oriental donat que es trobava en contacte amb el terme de Sant Gervasi de Cassoles per la banda occidental. En produir-se la independència municipal de Gràcia el 1850, es decidí establir la Casa Consistorial al vessant sud-est de la plaça; el consistori va ser inaugurat pels volts de 1853 i amb ell, la plaça era rebatejada com a Plaça de la Vila.
El 1864, durant el mandat del batlle Josep Balasch i Solà, es va erigir el campanar d'estil renaixentista situat al bell-mig d'aquesta i que esdevindria un dels emblemes del nucli. La torre, obra de Antoni Rovira i Trias, era coronada per un rellotge de quatre esferes i doblava l'alçada de totes les construccions existent de la població, fet pel qual possibilitava una panoràmica completa de la contrada. A la banda sud-est del peu de la torre s'hi instal·là una font doble.
No seria fins al 1869 que l'espai es reanomenaria com a Plaça de la Constitució, a causa de l'ordenança que dictava que totes les places principals de tots els pobles s'havien d'anomenar així; era un títol que havia ostentat la del Rei en tenir anteriorment la tinència municipal.
Entre el 4 i el 9 d'abril de 1870, va ser un dels escenaris claus de la revolta de les Quintes, moment en què les poblacions de la Plana de Barcelona, i especialment els graciencs, es revoltaren contra una important lleva militar. Els revoltats, majoritàriament dones, van assaltar l'Ajuntament per escampar balcó avall documentació relativa a les quintes i d'altres documents, i per posteriorment cremar-la enmig de la plaça. La Campana no va deixar de tocar a sometent durant tota la insurrecció, esdevenint un símbol de la revolta i un dels objectius dels artillers de l'exèrcit dirigits per Eugenio de Gaminde, els quals estaven apostats al carrer Provença. Com a càstig per la revolta, es va prohibir fer sonar el campanar de la Vila durant els anys posteriors, raó per la qual es construí un rellotge amb un petit campanar l'any 1878 a la recent construïda Can Pardal de Torrent de l'Olla. Juntament amb la plaça del Nord, es decretà que no es podia enrajolar o pavimentar la plaça per tal que la cavalleria la pogués ocupar fàcilment en cas d'una nova revolta. A més a més, el campanar de la Vila havia quedat malmès pels obusos, i no seria restaurat fins al 1882, quan es pogué recuperar el seu funcionament i s'incorporà llum a les esferes del rellotge.
Transitòriament, s'anomenà plaça de la República pels volts de la Primera República Espanyola. De nou i fins a l'annexió de Gràcia a la ciutat de Barcelona, es recuperà el nom de Constitució, moment en què hi hagué una reorganització de noms en haver-hi múltiples noms repetits. Ja el 1907, la plaça fou dedicada a l'alcalde barceloní Rius i Taulet.
Un dels negocis destacats dels voltants de la plaça va ser la Impremta Arolas, situada al número 17, la qual va ser fundada el 1894 per Josep Arolas i Balagué i regentada per la seva família fins que es va clausurar l'any 1983.
El 1995 es va fer una intervenció urbanística on es renovava i anivellava el paviment, i s'eliminaven les barreres arquitectòniques presents al davant de la seu del districte. L'any 2009 la plaça recuperà el nom popular de Plaça de la Vila de Gràcia a instància d'una recollida de signatures promoguda pel Grup 1805 i com a resultat de la consulta ciutadana on s'impulsava la recuperació del nom històric.

## Festivitats

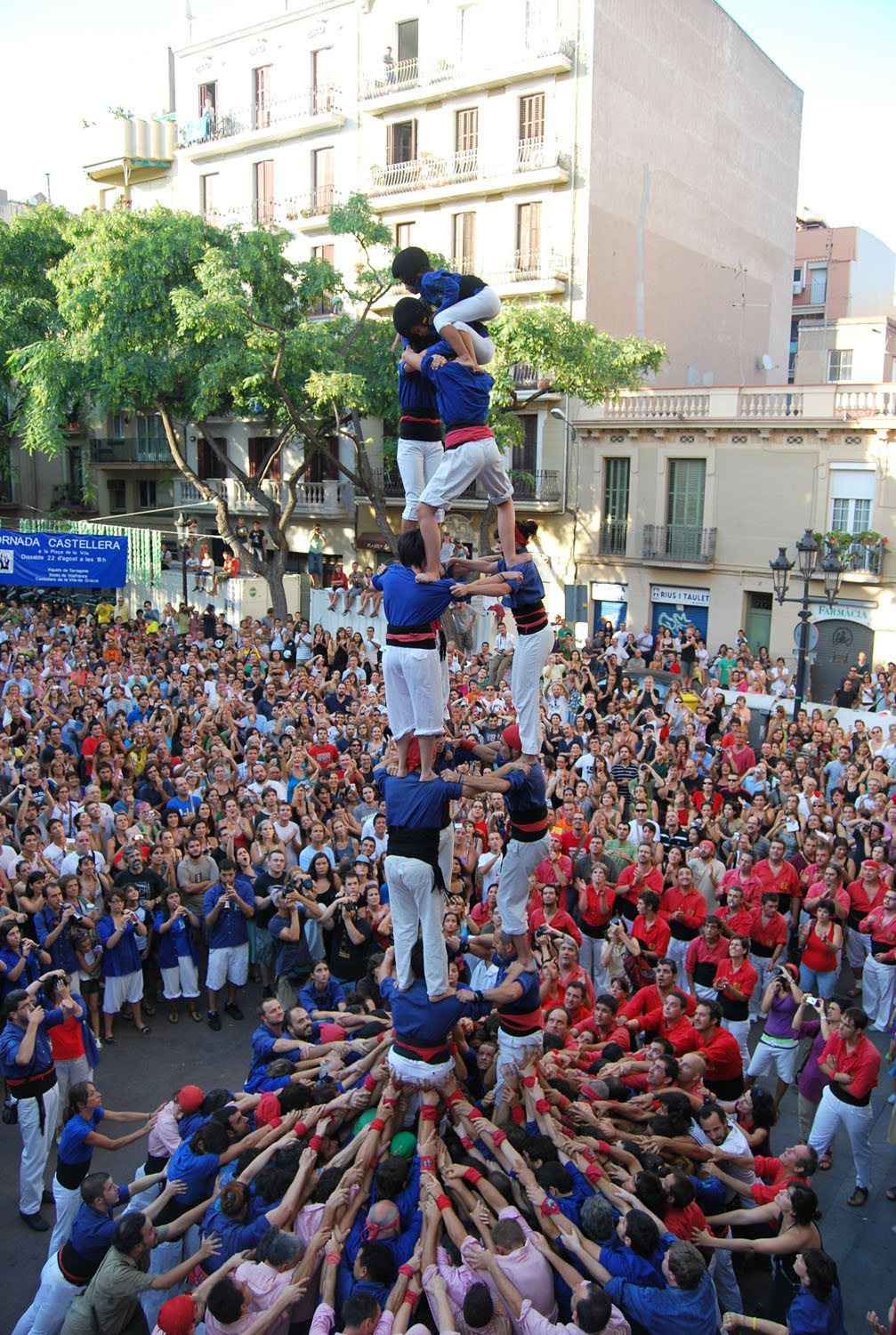
Els Castellers de la Vila de Gràcia a la plaça de la Vila. La colla local la considera la plaça pròpia

És un dels espais vertebradors de les festivitats i mostres de cultura popular del barri. Durant les celebracions de la Festa Major de Gràcia del segle xix s'aixecava un envelat que envoltava el campanar impulsat per una societat recreativa del barri. Per exemple, l'any 1875 fou el torn de la Societat Camèlia. Ben entrat el segle xx, l'envelat fou ja a càrrec de la comissió de veïns de la zona. Majoritàriament aquests nous envelats ocupaven només la meitat de la plaça per tal d'aconseguir una millor acústica. Des del 2000, la plaça ha estat guarnida ininterrompudament pels Castellers de la Vila de Gràcia.
És una de les places castelleres més importants de Barcelona i almenys s'hi celebren dues jornades castelleres a l'any: la diada dels Castellers de la Vila de Gràcia al novembre i la diada d'agost dins els actes de la Festa Major de Gràcia.
Entre les activitats que s'hi celebren destaquen la de les entitats gracienques de la Federació de Colles de Sant Medir, la Unió Excursionista de Catalunya de Gràcia i els Geganters de Gràcia. Aquesta darrera fins i tot, alberga el gegantó Pepitu Campanar, inspirat en el campanar de la plaça.